# Kasongo
Kasongo è un centro abitato della Repubblica Democratica del Congo, situato nella Provincia di Maniema.